# 吳恭劭
吳恭劭（英語：Ng Kung Siu；1972年7月4日—2001年7月22日），香港社會運動人士，民間壓力團體「四五行動」成員之一，1990年代中期開始參與社會運動，曾因被裁定藐視立法會罪成而入獄七天，並涉及香港首宗因塗鴉國旗及區旗而違反《國旗法》及《區旗法》的案件，一度惹起國旗和區旗條例牴觸「表達自由」的《國際人權公約》爭議。吳恭劭患有先天性淋巴腺閉塞，2001年7月22日因病情惡化逝世。

## 生平
1972年7月4日，吳恭劭於香港出生，在小康之家成長，與家人同住於元朗錦繡花園，其父親曾任職公務員。吳恭劭患有罕見疾病先天性淋巴腺閉塞，淋巴腺較一般人小及窄，身體各部份容易積水，影響呼吸、吸收和心跳，免疫系統亦受影響，需要長期接受藥物治療。他在中學畢業後曾經在報館從事排版工作，亦曾任職辦公室助理，其後因體質虛弱而未有再從事受薪職務，他在1994至1995年間認識了一群社工系大學生，在街頭收集問卷及參加研討營，開始參與社會運動，直到2001年7月因淋巴腺閉塞的病情惡化令肺部功能衰竭，需入院治療並接受手術，手術後出現併發症，影響腎臟功能，身體狀況轉差，並於2001年7月22日逝世，其家人按照他生前的意願，將他的眼角膜捐出，以及將籌集的帛金捐給「香港市民支援愛國民主運動聯合會」（支聯會）作支援中國民運的經費。

## 社會運動
1994年，吳恭劭參加青年團體「立根」的活動，成為「立根」的骨幹成員，於1994至1995年間多次在大專院校舉辦「貧富懸殊」及「政制發展」的工作坊，曾經就「政制民主化」的民意調查召開記者會，其後於1995年加入服務組織「街坊工友服務處」，參與勞工組活動及《工友導報》的編輯工作，開始活躍於社會運動。1996年，吳恭劭與中國民運人士劉山青成立「全民制憲學會」，主張以全民制憲取代《中華人民共和國香港特別行政區基本法》，同時參與香港民間的保釣行動，反對日本軍國主義，1997年因反對臨時立法會而在議事廳的公眾席上抗議，被裁定「擾亂會議及抗拒臨立會人員執行職務」罪成，須自簽擔保守行為半年。1998年，吳恭劭與利建潤在參與元旦遊行時展示塗污及剪破的中國國旗及香港區旗被裁定罪成，須自簽擔保守行為1年，二人其後提出上訴，上訴庭認為他們遊行時沒有擾亂公共秩序，並表示國旗及區旗法限制市民表達意見的自由和權利，牴觸了《基本法》及《公民權利和政治權利國際公約》，判二人上訴得直，香港特別行政區政府其後上訴至終審法院獲判得值，傳媒稱此案為「吳恭劭案」，並成為了法庭日後審訊同類案件時的案例。2000年，吳恭劭與梁國雄及古思堯在行政長官施政報告大會中高呼口號，抗議政府忽略基層工人利益，其後於2001年被裁定藐視立法會罪成，須入獄七天。

## 評價
傳媒報導指吳恭劭每逢在參與社會運動前一天的晚上，便會服食雙倍份量的藥物，防止出現肺積水，務求翌日的行動順利進行，傳媒認為這是自殘的行為，亦超越了醫生的吩咐。「四五行動」成員梁國雄認為吳恭劭並非十全十美的人，但為人純真，擁有赤子之心，是一個為了公義和民主不計較個人利益得失的人，而古思堯則以失去一個好戰友來形容吳恭劭的逝世，他認為吳恭劭是個非常投入民主運動﹑對「四五行動」很熱情的人，對朋友亦很可親，對家人則外冷內熱，內心是很愛護家人。已故支聯會主席司徒華曾表示吳恭劭家住元朗，且健康一直欠佳，帶病長途跋涉參與社會運動，顯得更具熱心。曾於「街坊工友服務處」與吳恭劭共事的梁耀忠認為吳恭劭先天體質虛弱，但憑著一顆熾熱的心，多年來不斷追求社會公義，令人景仰。吳恭劭臨終前無法說話，以筆代口寫出自己的感受，他表示「無悔參加民主運動」及「很高興認識一班戰友」，並希望他們繼續支持民主精神。